# ズバッと!鹿児島
『ズバッと!鹿児島』（ズバッと!かごしま）は、2005年4月2日から2018年9月29日まで南日本放送（MBCテレビ）で放送されていた情報番組。

## 番組の歴史
MBCテレビは平日7時台・8時台に週5日間の帯番組『ウォッチ!かごしま』を放送していたが、2005年春の改編を機に同番組を終了させて自社製作枠を10時台へ移動。2005年3月28日に平日に『旬感テレビ』を開始し、同年4月2日に本番組の放送を開始した(当初は土曜 9:45 - 10:15の放送枠)。
2006年12月から2007年4月までは『生deココ』編成のため、月に1回ほどの頻度で放送休止になっていた。
2007年3月に『旬感テレビ』が終了するのを受け、番組は平日10時台にも進出して週6日間の帯番組になった。2008年3月のリニューアルでは、平日版が放送時間を5分ずつ縮小し、代わりに土曜版が放送時間を15分拡大した。2009年4月からは金曜版が直後の時間帯に放送されていたミニ番組『MBC経済フラッシュ』を内包するようになり、この曜日のみ終了時刻を10分延長した。後に木曜版も10分延長。
2011年3月28日からは、それまで平日版のMCを担当していた松木圭介と末永安佳梨に替わって岡田祐介がMCを担当するようになった。また、このリニューアルで美坂理恵が2年ぶりに土曜版のMCに復帰した。2013年9月30日からは樺島彩が平日版のMCに加わった。
2014年10月6日から夕方に「かごしま4」がスタート、岡田祐介がメインキャスターになったのに伴い同日から松木圭介が再登板している。
「ひるおび!」のネット受け時間が10:25からに繰り上がることに伴い、2017年9月29日をもって平日版の放送を終了、後番組は「ひるかご」（11:20 - 11:30）。土曜のみの放送となった。
2018年9月29日をもって土曜版の放送も終了した、13年半の歴史に幕。後番組は『週刊1チャンネル』（当番組より5分拡大する予定）。

## 放送時間
2017年9月までの放送時間は月曜 - 水曜 9:55 - 10:20、木曜 - 金曜 9:55 - 10:35、土曜 9:30 - 10:20 （すべて日本標準時）。それを表にすると以下のようになる。
| 月曜                             | 火曜                         | 水曜                            | 木曜                             | 金曜                             | 土曜                             |
| -------------------------------- | ---------------------------- | ------------------------------- | -------------------------------- | -------------------------------- | -------------------------------- |
| ビビット （8:00 - 9:55）         | ビビット （8:00 - 9:55）     | ビビット （8:00 - 9:55）        | ビビット （8:00 - 9:55）         | ビビット （8:00 - 9:55）         | ズバッと!鹿児島 （9:30 - 10:20） |
| ズバッと!鹿児島 （9:55 - 10:20） |                              |                                 |                                  |                                  | ズバッと!鹿児島 （9:30 - 10:20） |
| ミニ番組×2 （10:20 - 10:30）     | さつま狂句 （10:20 - 10:30） | 国保でHOT情報 （10:20 - 10:30） | ときめきワイド （10:20 - 10:30） | ときめきワイド （10:20 - 10:30） | 和風総本家 （10:20 - 11:15）     |

## 出演者（番組終了時点）
太字は南日本放送アナウンサー。
- 野口たくお：（2007年4月7日 - ・土曜）
- 原口奈菜：（2016年4月2日 - ・土曜）
- 柴さとみ：（土曜）
- よし俣とよしげ：（土曜）
- 早稲田裕美子：（土曜）

### 過去の出演者
| 期間      | 期間      | 男性         | 男性       | 女性         | 女性         | 女性         | 女性         | 女性     |
| 期間      | 期間      | 月曜 - 金曜  | 土曜       | 月曜         | 火曜・水曜   | 木曜         | 金曜         | 土曜     |
| --------- | --------- | ------------ | ---------- | ------------ | ------------ | ------------ | ------------ | -------- |
| 2005.4.2  | 2007.3.30 | （放送なし） | 松木圭介   | （放送なし） | （放送なし） | （放送なし） | （放送なし） | （不在） |
| 2007.4.2  | 2008.3.29 | 松木圭介     | 野口たくお | 美坂理恵     | 美坂理恵     | 豊平有香     | 豊平有香     | 豊平有香 |
| 2008.3.31 | 2009.3.28 | 松木圭介     | 野口たくお | 美坂理恵     | 美坂理恵     | 美坂理恵     | 美坂理恵     | 豊平有香 |
| 2009.3.30 | 2011.3.26 | 松木圭介     | 野口たくお | 末永安佳梨   | 末永安佳梨   | 末永安佳梨   | 末永安佳梨   | 豊平有香 |
| 2011.3.28 | 2013.9.27 | 岡田祐介     | 野口たくお | （不在）     | （不在）     | （不在）     | （不在）     | 美坂理恵 |
| 2013.9.30 | 2014.10.3 | 岡田祐介     | 野口たくお | 樺島彩       | 樺島彩       | 樺島彩       | 樺島彩       | 美坂理恵 |
| 2014.10.6 | 2016.3.26 | 松木圭介     | 野口たくお | 樺島彩       | 樺島彩       | 樺島彩       | 樺島彩       | 美坂理恵 |
| 2016.3.28 | 2016.4.2  | 松木圭介     | 野口たくお | 樺島彩       | 樺島彩       | 樺島彩       | 樺島彩       | 原口奈菜 |
| 2016.4.4  | 2016.10.1 | 松木圭介     | 野口たくお | 藤本真未     | 樺島彩       | 樺島彩       | 藤本真未     | 原口奈菜 |
| 2016.10.3 | 2017.9.30 | 吉田智大     | 野口たくお | 藤本真未     | 藤本真未     | 藤本真未     | 藤本真未     | 原口奈菜 |
| 2017.10.2 | 2018.9.29 | （放送終了） | 野口たくお | （放送終了） | （放送終了） | （放送終了） | （放送終了） | 原口奈菜 |

- 増永吉亨：（月曜 - 金曜・気象予報士）

以下は土曜版単独放送時代の出演者である。
- 豊田瑠衣：初代アシスタント（2005年4月 - 2006年2月の途中で降板）
- 大村絵美：2代目アシスタント（2006年4月 - 2007年3月）
- はた真弥：ズンダレ5!元メンバー（ - 2010年1月）

### ズンダレ5
土曜版に出演している野口、豊平、はた（2010年1月まで）、柴、よし俣は、2008年後半ごろから番組内で「ズンダレ5」（ズンダレファイブ）というグループ名を名乗っていた。「ズンダレ」とは鹿児島弁で「だらしがない」という意味。野口は豊平とMBCラジオの『城山スズメ』木曜日で悪ノリしてこの文句を連発して番宣をやる事が多かった。また、2009年5月16日の放送で早稲田裕美子がズンダレ5に加入し、6人組となった（名称は「ズンダレ5」のまま）。しかし、はたがMBCの番組を降板してからは自然消滅状態となっている。

## 備考
平日版は、直前の時間帯に放送されている『MBCニュース』が最後に天気予報を伝えた後に1分間のステーションブレイクを挿んでスタートするが、本番組も開始直後に天気予報を行うため、9:58 - 10:01の3分間に2回も天気予報を行う形になっている。
名前の一部を平仮名にしたタレントやリポーター（野口たくおやよし俣とよしげ、西上原あいなど）については、新聞発表やテロップで改名前の表記を用いることがある。
- 野口たくお → 拓ちゃん
- よし俣とよしげ → 吉俣（さん） - 「吉また」と表示されたこともある。
- 西上原あい → 西上原愛

土曜版はニュースコーナーを内包しているが、キャスターの名前テロップはズバかごの他の出演者と同じフォーマットの時とニューステロップと同じフォーマットの時があり、一定していない。以前はプレゼントにおける平日版と土曜版のクオカードは別の物だったが、はたの出演が無くなってからは全曜日共通の物になっている。